# イナル・タソエフ
イナル・タソエフ（Inal Tasoev 1998年2月5日- ）はロシア出身の柔道選手。階級は100kg超級。

## 人物
2015年のヨーロッパカデ90kg超級で優勝するも、世界カデでは決勝で同じロシアのケマル・カイトフに敗れて2位だった。団体戦でも決勝の日本戦で敗れて2位だった。2017年のヨーロッパジュニア100kg超級で優勝すると、世界ジュニアでも準々決勝で日本の香川大吾を腕挫十字固で破るなどオール一本勝ちで優勝した。2018年の世界団体では3位となった。続くグランドスラム・アブダビでは決勝でリオデジャネイロオリンピック100㎏級金メダリストであるチェコのルカシュ・クルパレクに開始僅か5秒で一本勝ちして優勝した。2019年のグランドスラム・デュッセルドルフでは決勝で原沢久喜に内股で敗れて2位だった。世界団体では3位になった。グランドスラム・ブラジリアではテディ・リネールに技ありで敗れて3位だったが、ミリタリーワールドゲームズでは優勝した。グランドスラム・大阪では準々決勝で影浦心、準決勝で香川大吾をそれぞれ合技で破ると、決勝では太田彪雅を技ありで破って優勝した。2021年のワールドマスターズでは決勝でリネールに反則負けして2位だった。ヨーロッパ選手権では準決勝で元世界チャンピオンであるジョージアのグラム・ツシシビリを横四方固で破るなど、オール一本勝ちで優勝した。2021年の東京オリンピックには直前のヨーロッパ選手権を圧倒的な内容で制したことから代表確実とされていながら、国内のライバルである世界2位のタメルラン・バシャエフに競い負けて出場できなかった。グランドスラム・パリでは決勝で地元フランスのシリル・マレを破って優勝した。続いて、世界軍人選手権大会でも優勝した。2022年のグランドスラム・ウランバートルではIJF名義で出場すると、決勝でオランダのロイ・メイヤーを破って優勝した。2023年の世界選手権では中立の立場で出場すると、準々決勝で世界チャンピオンであるキューバのアンディ・グランダを破るなどして決勝まで進むと、フランスのテディ・リネールと対戦した。その試合ではGSに入って3分過ぎにリネールの払腰をタソエフが払腰返の形でめくり返したもののポイントにならず、その直後に浮技で技ありを取られて2位にとどまった。試合後に主任審判理事のダニエル・ラスカウは、タソエフによるカウンター攻撃は新ルールが規定する講道館由来の技術を駆使せずに相手を横転させたためにポイントが与えられなかったと説明した。しかし、その後にラスカウを含めた審判委員会は、専門家の意見も交えた上で現行ルールを考慮した結果、タソエフのカウンターはポイントの付与が可能であったとして、前言を翻すとともに謝罪した。今後はこの種のめくりにはポイントが与えらえるという。その後、IJFは正式に誤審を認めタソエフを繰り上げ優勝させる措置を取ったため、リネールとタソエフの同時優勝という結果となった。その後、グランドスラム・ウランバートル、グランドスラム・バクー、グランドスラム・アブダビと立て続けに優勝を飾り、国際大会8連勝を成し遂げた。グランドスラム・東京では準決勝で韓国のキム・ミンジョンに合技で敗れて3位にとどまり、国際大会の連勝記録が途切れたものの、続くグランプリ・オディべーラスでは決勝でキム・ミンジョンを開始早々の内股で返り討ちにして優勝した。ヨーロッパ選手権では決勝でツシシビリを破って優勝した。なお、タソエフは東京オリンピック銅メダリストであるタメルラン・バシャエフを抑えて7月のパリオリンピック出場権を得ていたものの、6月にIOCがロシアによるウクライナへの軍事侵攻を積極的に支持する選手や軍関係者を除外する審査基準に該当するとして、タソエフのパリオリンピック出場を拒否することとなった。2025年の世界選手権では準々決勝でバシャエフを有効で破るなどして決勝まで進むと、ツシシビリに有効をリードされるも技ありで逆転勝ちして今大会2年ぶり2度目の優勝を飾った。
IJF世界ランキングは2900ポイント獲得で2位(25/6/2現在)。

## 主な戦績
- 2015年 - ヨーロッパカデ　優勝(90kg超級)　団体戦　3位
- 2015年 - 世界カデ　個人戦　2位(90kg超級)　団体戦　2位
- 2016年 - ヨーロッパジュニア　団体戦　3位
- 2017年 - ヨーロッパジュニア　個人戦　優勝　団体戦　3位
- 2017年 - 世界ジュニア　個人戦　優勝　団体戦　3位
- 2018年 -　グランプリ・アンタルヤ　優勝
- 2018年 -　グランプリ・ザグレブ　3位
- 2018年 -　世界団体　3位
- 2018年 - グランドスラム・アブダビ　優勝
- 2019年 - グランドスラム・デュッセルドルフ 2位
- 2019年 - ヨーロッパ競技大会個人戦　2位　団体戦　優勝
- 2019年 - 世界団体　3位
- 2019年 - グランドスラム・ブラジリア　3位
- 2019年 - ミリタリーワールドゲームズ　優勝
- 2019年 - グランドスラム・大阪　優勝
- 2020年 -　グランドスラム・パリ　3位
- 2020年 -　グランドスラム・ブダペスト　優勝
- 2020年 - ヨーロッパ選手権　2位
- 2021年 -　ワールドマスターズ　2位
- 2021年 -　ヨーロッパ選手権　優勝
- 2021年 -　グランドスラム・パリ 優勝
- 2021年 -　世界軍人選手権大会　優勝
- 2021年 -　ヨーロッパ選手権　団体戦　3位
- 2022年 -　グランドスラム・ウランバートル 優勝
- 2023年 -　世界選手権　優勝
- 2023年 -　グランドスラム・ウランバートル　優勝
- 2023年 -　グランドスラム・バクー　優勝
- 2023年 - グランドスラム・アブダビ　優勝
- 2023年 -　グランドスラム・東京　3位
- 2024年 -　グランプリ・オディベーラス　優勝
- 2024年 -　グランドスラム・タシケント　3位
- 2024年 -　ヨーロッパ選手権　優勝
- 2025年 - グランドスラム・パリ　優勝
- 2025年 -　グランドスラム・トビリシ　優勝
- 2025年 -　ヨーロッパ選手権　優勝
- 2025年 - 世界選手権　優勝

(出典、JudoInside.com)